# Anna, giorno dopo giorno
Anna, giorno dopo giorno (Anne jour après jour) è una soap opera francese in 55 puntate trasmesse per la prima volta nel corso di una sola stagione nel 1976. È basata sul romanzo Anne jour après jour di Dominique Saint-Alban.

## Trama
Anne è una giovane infermiera inglese, che, dopo una delusione d'amore, ritrova in Francia il padre e un fratello sconosciuto. Si  recherà poi in una missione medica in Africa, per poi tornare in Francia, e, infine, incontrare l'uomo della sua vita.

## Personaggi e interpreti
- Anne, interpretata da Sophie Barjac.
- Gareth, interpretato da Fred Smith.
- Benoît, interpretato da Patrick Viane.
- François, interpretato da Bernard Woringer.
- Sarah, interpretata da Lily Siou.
- Moussa, interpretata da Betty Moro.
- Dr Lafont, interpretato da Jean-Pierre Moreux.
- Claire, interpretata da Colette Bergé.
- Javotte, interpretato da Aude Landry.
- Pepita, interpretata da Claude Balyn.
- Julien, interpretato da Christian Baltauss.

## Produzione
Il serial fu prodotto da TF1 e Telfrance  Le musiche furono composte da Carlos Leresche.

## Distribuzione
La serie fu trasmessa in Francia dal 23 settembre 1976 al dicembre 1976 sulla rete televisiva TF1. In Italia è stata trasmessa dall'aprile del 1979 sulla Rete 1 con il titolo Anna, giorno dopo giorno, dapprima in fascia pre serale con puntate brevi, poi nel 1981, nel primo pomeriggio con durata piena.